# Ponte della Gerola
Il ponte della Gerola, noto anche come "ponte di Mezzana Bigli" o "ponte di Cornale", è un ponte stradale in ferro a otto campate ad arco che attraversa il fiume Po in provincia di Pavia. Si trova lungo la strada statale 755 Gerolese, fino al 2021 nota come strada provinciale 206 "Voghera-Novara", tra i comuni di Mezzana Bigli (nella Lomellina) e di Cornale e Bastida (nell'Oltrepò pavese).
Prende il nome dalla frazione Geròla nel comune di Casei Gerola, situata poco a sud del ponte; nelle sue vicinanze sfociano nel Po i torrenti Agogna e Scrivia.

## Descrizione e storia
Costruito tra il 1913 ed il 1916 dalla Società Nazionale Officine di Savigliano, è stato ristrutturato nel 2000 e nel 2022. Per molti anni è stato l'unico ponte sul Po con la pavimentazione in cubetti di porfido (noti anche come sampietrini o pavé); in tempi recenti è stato invece asfaltato.
Le condizioni precarie in cui si presentava nel 2013 la sede stradale, con numerosi avvallamenti causati dal traffico, la Regione Lombardia ha programmato un controllo di questo ponte e degli altri cinque ponti sul Po in provincia di Pavia. È stato inoltre stabilito un limite al passaggio di camion a pieno carico, peraltro da sempre esistente per veicoli con peso superiore alle 30 tonnellate.